# زهیر مشارقه
محمد زهیر مشارقه (۲۳ نوامبر ۱۹۳۸ – ۲۳ آوریل ۲۰۰۷) سیاستمدار سوری و معاون رئیس‌جمهور سوریه بین سال‌های ۱۹۸۴ تا ۲۰۰۵ بود.

## زندگی و فعالیت‌های سیاسی
زهیر مشارقه در سال ۱۹۴۰م در حلب متولد شد. وی از اوایل دهه ۱۹۷۰م به فعالیت‌های سیاسی در حزب بعث سوریه پیوست.
مشارقه در سال ۱۹۷۳م به عنوان استاندار استان حماة منصوب شد. وی در سال ۱۹۷۸م به عنوان وزیر آموزش و پرورش سوریه وارد کابینه شد. در سال ۱۹۸۴م حافظ اسد رئیس جمهور وقت سوریه وی را به عنوان معاون رئیس جمهور سوریه منصوب کرد.
مشارقه همچنین به عنوان معاون رئیس جبهه ملی پیشرو، ائتلافی از حزب بعث و چندین حزب کوچکتر فعالیت داشت.
مشارقه پس از درگذشت حافظ اسد در سال ۲۰۰۰م و به قدرت رسیدن بشار اسد، توسط بشار اسد در مقام معاون رئیس جمهور سوریه ابقا شد اما در سال ۲۰۰۵م بازنشسته شد و به جای وی فاروق الشرع به معاونت رئیس جمهور سوریه منصوب گردید.
مشارقه در تاریخ ۲۳ آوریل ۲۰۰۷م بر اثر حمله قلبی در دمشق درگذشت و در زادگاهش حلب، دفن گردید.